# Kristián VIII.
Kristián VIII. (Christian Frederik, 18. září 1786, Kodaň – 20. ledna 1848, Kodaň), byl mezi lety 1839 a 1848 dánský král. Byl předposledním dánským a posledním norským králem z původní linie dynastie Oldenburků a posledním dánským korunovaným králem.

## Původ
Budoucí král Kristián VIII. se narodil 18. září 1786 v paláci Christiansborg v Kodani dánskému a norskému princi Frederikovi Dánskému a jeho ženě princezně Žofii Frederice Meklenbursko-Zvěřínské. Jeho otec byl synem z druhého manželství krále Frederika V., tedy mladším nevlastním bratrem krále Kristiána VII.; Kristián VIII. pak synovcem Kristiána VII.

## Norský místodržící a později král
V období napoleonských válek byli Norové Dánskem donuceni stát na straně Francie. Výsledkem bylo, že Angličané vytvořili blokádu celého pobřeží včetně norských přístavů. Tehdy se otevřeně projevila rozdílnost většiny zájmů Dánů a Norů, takže ani dánské pokusy o usmíření – patřilo mezi ně například založení univerzity v Oslo – nedokázaly zastavit lidové hnutí, jehož heslo znělo „Pryč od Dánska“. V této době byl guvernérem Norska právě princ Kristián.
Když Napoleon utrpěl rozhodující porážku u Waterloo, Norové nabyli dojmu, že jsou konečně u cíle svých snů o znovu nabytí nezávislosti. Avšak záhy a drsně se z nich probudili, když dánský král mírovou smlouvou z Kielu 1814 musel Norsko odstoupit Švédům, kteří byli od počátku proti Napoleonovi. Toto rozhodnutí vyvolalo v Norsku zuřivý odpor, k němuž se připojil i tehdy úřadující dánský královský místodržící, jímž byl pozdější dánský král Kristián VIII.
Kielská smlouva však nikdy nevstoupila v platnost. Zarputilí Norové z přání prince Kristána Frederika svolali shromáždění – vlastní sněm, který formuloval a schválil základní norskou ústavu, která byla odvozena z myšlenek Montesquieua. Norsko vyhlásilo svou nezávislost, 17. května 1814 přijalo vlastní ústavu (ta platí v modifikované verzi do současnosti) a zvolilo prince Kristiána za svého krále (ten v Norsku panoval pod jménem Kristián Frederik) – vzniká tak krátce existující Norské království.
Po následné krátké roztržce se Švédy Norové souhlasili na konventu v Mossu se vznikem personální unie, kdy si obě země zachovaly vlastní parlament. Kristián Frederik abdikoval z norského trůnu v říjnu 1814 a norský parlament Storting dne 4. listopadu 1814 zvolil za norského panovníka švédského krále Karla XIII., jenž usedl na norský trůn pod jménem Karel II.

## Dánským králem
Když zemřel v roce 1839 král Frederik VI., syn Kristiána VII., nezůstali po něm žádní mužští potomci (dvě dcery, které z jeho osmi dětí se dožily dospělosti, zůstaly bezdětné). Dědicem dánského trůnu se tak stal jeho bratranec Kristián VIII., syn prince Frederika Dánského – mladšího bratra Kristiána VII. V roce 1840 byl Kristián VIII. korunován. Stal se tak posledním dánským králem, který vůbec korunován byl.

## Manželství a potomci
21. července roku 1806 se v Ludwigslustu oženil se svou sestřenicí z matčiny strany, meklenburskou princeznou Šarlotou Frederikou. Z manželství vzešli dva potomci, pouze jediný syn se však dožil dospělosti.
- 1. Kristián Frederik (*/† 8. 4. 1807 Plön)[1]
- 2. Frederik Karel (6. 10. 1808 Kodaň – 15. 11. 1863 Glücksburg),jako Frederik VII. král dánský od roku 1848 až do své smrti[2]
I. ⚭ 1828 Vilemína Dánská (18. 1. 1808 Kiel – 30. 5. 1891 Glücksburg), manželství rozvedeno roku 1834[3][4]
II. ⚭ 1841 Karolina Mariana Meklenbursko-Střelická (10. 1. 1821 Neustrelitz – 1. 6. 1876 tamtéž), rozvedli se roku 1846[5][6]
III. ⚭ 1850 Luisa Rasmussenová (21. 4. 1815 Kodaň – 6. 3. 1874 Janov), morganatický sňatek[7][8]

Již v roce následujícím po narození prince Frederika se však pár rozešel kvůli skandálnímu milostnému poměru, který Šarlota Frederika měla s francouzským zpěvákem a skladatelem Édouardem Du Puy. 31. března roku 1810 bylo manželství rozvedeno a Šarlota Frederika byla vypovězena od dvora.
V prosinci roku 1814 se Kristián VIII. zasnoubil a v květnu roku 1815 se oženil podruhé, a to s Karolinou Amálií Augustenburskou. Toto manželství bylo bezdětné.

## Smrt a nástupci
Král Kristián VIII. zemřel 20. ledna 1848 v Amalienborgu u Kodaně; příčinou jeho smrti byla sepse. Je pochován v katedrále v Roskilde, v místě posledního odpočinku dánských králů. Nástupcem na trůnu se stal jeho syn Frederik VII., poslední dánský král z původní linie oldenburského rodu (obě jeho manželství byla bezdětná, takže dalším nástupcem na dánském trůnu se stal jeho bratranec, Kristián IX.).

## Vývod z předků
|                  |                                                   |  |                                |                                                  |  |  |  |  |  |  |  | Frederik IV. Dánský |
|                  |                                                   |  |                                |                                                  |  |  |  |  |  |  |  |                     |
|                  | Kristián VI.                                      |  |                                |                                                  |  |  |  |  |  |  |  |                     |
|                  |                                                   |  |                                |                                                  |  |  |  |  |  |  |  |                     |
|                  |                                                   |  |                                | Luisa Meklenburská                               |  |  |  |  |  |  |  |                     |
|                  |                                                   |  |                                |                                                  |  |  |  |  |  |  |  |                     |
|                  | Frederik V.                                       |  |                                |                                                  |  |  |  |  |  |  |  |                     |
|                  |                                                   |  |                                |                                                  |  |  |  |  |  |  |  |                     |
|                  |                                                   |  |                                | Kristián Jindřich Braniborsko-Kulmbašský         |  |  |  |  |  |  |  |                     |
|                  |                                                   |  |                                |                                                  |  |  |  |  |  |  |  |                     |
|                  | Žofie Magdalena Braniborská                       |  |                                |                                                  |  |  |  |  |  |  |  |                     |
|                  |                                                   |  |                                |                                                  |  |  |  |  |  |  |  |                     |
|                  |                                                   |  |                                | Žofie Kristýna Wolfsteinská                      |  |  |  |  |  |  |  |                     |
|                  |                                                   |  |                                |                                                  |  |  |  |  |  |  |  |                     |
|                  | Frederik Dánský                                   |  |                                |                                                  |  |  |  |  |  |  |  |                     |
|                  |                                                   |  |                                |                                                  |  |  |  |  |  |  |  |                     |
|                  |                                                   |  |                                | Ferdinand Albrecht I. Brunšvicko-Wolfenbüttelský |  |  |  |  |  |  |  |                     |
|                  |                                                   |  |                                |                                                  |  |  |  |  |  |  |  |                     |
|                  | Ferdinand Albrecht II. Brunšvicko-Wolfenbüttelský |  |                                |                                                  |  |  |  |  |  |  |  |                     |
|                  |                                                   |  |                                |                                                  |  |  |  |  |  |  |  |                     |
|                  |                                                   |  |                                | Kristýna Hesensko-Eschwegská                     |  |  |  |  |  |  |  |                     |
|                  |                                                   |  |                                |                                                  |  |  |  |  |  |  |  |                     |
|                  | Juliana Marie Brunšvická                          |  |                                |                                                  |  |  |  |  |  |  |  |                     |
|                  |                                                   |  |                                |                                                  |  |  |  |  |  |  |  |                     |
|                  |                                                   |  |                                | Ludvík Rudolf Brunšvicko-Wolfenbüttelský         |  |  |  |  |  |  |  |                     |
|                  |                                                   |  |                                |                                                  |  |  |  |  |  |  |  |                     |
|                  | Antonie Amálie Brunšvicko-Wolfenbüttelská         |  |                                |                                                  |  |  |  |  |  |  |  |                     |
|                  |                                                   |  |                                |                                                  |  |  |  |  |  |  |  |                     |
|                  |                                                   |  |                                | Kristýna Luisa Öttingenská                       |  |  |  |  |  |  |  |                     |
|                  |                                                   |  |                                |                                                  |  |  |  |  |  |  |  |                     |
| 'Kristián VIII.' |                                                   |  |                                |                                                  |  |  |  |  |  |  |  |                     |
|                  |                                                   |  |                                |                                                  |  |  |  |  |  |  |  |                     |
|                  |                                                   |  | Bedřich Meklenbursko-Zvěřínský |                                                  |  |  |  |  |  |  |  |                     |
|                  |                                                   |  |                                |                                                  |  |  |  |  |  |  |  |                     |
|                  | Kristián Ludvík II. Meklenbursko-Zvěřínský        |  |                                |                                                  |  |  |  |  |  |  |  |                     |
|                  |                                                   |  |                                |                                                  |  |  |  |  |  |  |  |                     |
|                  |                                                   |  |                                | Kristina Vilemína Hesensko-Homburská             |  |  |  |  |  |  |  |                     |
|                  |                                                   |  |                                |                                                  |  |  |  |  |  |  |  |                     |
|                  | Ludvík Meklenbursko-Zvěřínský                     |  |                                |                                                  |  |  |  |  |  |  |  |                     |
|                  |                                                   |  |                                |                                                  |  |  |  |  |  |  |  |                     |
|                  |                                                   |  |                                | Adolf Fridrich II. Meklenbursko-Střelický        |  |  |  |  |  |  |  |                     |
|                  |                                                   |  |                                |                                                  |  |  |  |  |  |  |  |                     |
|                  | Gustava Karolina Meklenbursko-Střelická           |  |                                |                                                  |  |  |  |  |  |  |  |                     |
|                  |                                                   |  |                                |                                                  |  |  |  |  |  |  |  |                     |
|                  |                                                   |  |                                | Marie Meklenburská-Güstrow                       |  |  |  |  |  |  |  |                     |
|                  |                                                   |  |                                |                                                  |  |  |  |  |  |  |  |                     |
|                  | Žofie Frederika Meklenbursko-Zvěřínská            |  |                                |                                                  |  |  |  |  |  |  |  |                     |
|                  |                                                   |  |                                |                                                  |  |  |  |  |  |  |  |                     |
|                  |                                                   |  |                                | Jan Arnošt Sasko-Kobursko-Saalfeldský            |  |  |  |  |  |  |  |                     |
|                  |                                                   |  |                                |                                                  |  |  |  |  |  |  |  |                     |
|                  | František Josias Sasko-Kobursko-Saalfeldský       |  |                                |                                                  |  |  |  |  |  |  |  |                     |
|                  |                                                   |  |                                |                                                  |  |  |  |  |  |  |  |                     |
|                  |                                                   |  |                                | Šarlota Johana z Waldeck-Wildungenu              |  |  |  |  |  |  |  |                     |
|                  |                                                   |  |                                |                                                  |  |  |  |  |  |  |  |                     |
|                  | Šarlota Žofie Sasko-Kobursko-Saalfeldská          |  |                                |                                                  |  |  |  |  |  |  |  |                     |
|                  |                                                   |  |                                |                                                  |  |  |  |  |  |  |  |                     |
|                  |                                                   |  |                                | Ludvík Bedřich I. Schwarzbursko-Rudolstadtský    |  |  |  |  |  |  |  |                     |
|                  |                                                   |  |                                |                                                  |  |  |  |  |  |  |  |                     |
|                  | Anna Žofie Schwarzbursko-Rudolstadtská            |  |                                |                                                  |  |  |  |  |  |  |  |                     |
|                  |                                                   |  |                                |                                                  |  |  |  |  |  |  |  |                     |
|                  |                                                   |  |                                | Anna Žofie Sasko-Gothajsko-Altenburská           |  |  |  |  |  |  |  |                     |
|                  |                                                   |  |                                |                                                  |  |  |  |  |  |  |  |                     |